# 默诺杰·库马尔 (外交官)
默诺杰·库马尔（1972年11月1日—），印度外交官，现任印度驻孟加拉国拉杰沙希助理高级专员。

## 经历
默诺杰·库马尔生于1972年11月1日。他拥有數學专业的榮譽理学学位。
在進入外交部之前，庫馬爾先生曾在印度財政部和通信部任職。庫馬爾於1997年加入印度外事服务部，曾在印度駐孟加拉國、越南、烏茲別克斯坦、德國和法國的使团任職。他在担任驻拉杰沙希助理高级专员前任职于印度驻法国大使館，在巴黎擔任一等秘书及辦公室主任。他還曾在巴黎索邦大學學習法語。
2022年10月10日，就任印度驻拉杰沙希助理高级专员。印度驻拉杰沙希助理高级专员公署领区包括拉傑沙希專區和朗布尔专区下属的十六个县，以及库什蒂亚县、梅黑尔布尔县和朱瓦当加县。2024年，印度决定在朗布尔设立一个新的助理高级专员公署，库马尔前往朗布尔考察选址。

## 个人生活
精通印地語和英語，並擅長孟加拉語和法語，同時具備越南語和德語的基本知識。他的業餘愛好包括足球、排球、桌球、國際象棋、寶萊塢經典音樂等。他与妻子育有一子一女。